# Șurubul lui Marinică
Șurubul lui Marinică este un film de desene animate românesc din 1956 regizat de Ion Popescu Gopo.